# Czachowo, Tỉnh West Pomeranian
Czachowo [t͡ʂaˈxɔvɔ] (tiếng Đức: Zachow) là một ngôi làng thuộc khu hành chính của Gmina Radowo Małe, thuộc quận Łobez, West Pomeranian Voivodeship, ở phía tây bắc Ba Lan.
Nó nằm khoảng 3 kilômét (2 mi) về phía đông của Radowo Małe, 10 km (6 mi) phía tây obez và 66 km (41 mi) về phía đông bắc của thủ đô khu vực Szczecin.
Ngôi làng có dân số xấp xỉ 100.